# جدلية
الجدلية أو الجدل (باليونانية: διαλεκτική) (نقحرة: ديالكتيك) هو الجدل أو المحاورة: تبادل الحجج والجدال بين طرفين دفاعًا عن وجهة نظر معينة، ويكون ذلك تحت لواء المنطق.
والمادية الديالكتيكية هي النظرة العالمية للحزب الماركسي اللينيني. وهي تدعى مادية ديالكتيكية لان نهجها للظواهر الطبيعية، أسلوبها في دراسة هذه الظواهر وتفهمها ديالكتيكي بينما تفسيرها للظواهر الطبيعية، فكرتها عن هذه الظواهر، نظريتها مادية.
المادية التاريخية هي امتداد مبادئ المادية الديالكتيكية على دراسة الحياة الاجتماعية، تطبيق مبادئ المادية الديالكتيكية على ظواهر الحياة الاجتماعية وعلى دراسة المجتمع وتاريخه.
و تدعي الجدلية المادية التاريخية انها استطاعت أن تكشف عن الأساس الموضوعي المادي لمجمل الحياة الاجتماعية وتبين جوهر المجتمع البشري وتدرس قانونيات التاريخ العالمي (ص 10 أصول الفلسفة الماركسية اللينينية)..

## في الفلسفة
كلمة ديالكتيكا، التي نترجمها عربيًّا بـ«جدلية»، مشتقة من الفعل اليوناني dialegein، الذي يعني تحديدًا الكلام «عبر» المجال الفاصل بين المتحاورين كطريقة استقصاء وضعها زينون الإيلي، قبل أن تستكمل شكلها على يد أفلاطون.
عند أفلاطون والكلمة تعني أيضًا، كمفهوم أفلاطوني، التقسيم المنطقي الذي يوصل المرء عبر المقاربة إلى اكتشاف المعاني الأساسية المجردة (أو المُثُل). ونشير هنا، للتذكير، إلى أن الجدلية، بنظر أفلاطون، جدليتان: 
- الجدلية الأولى صاعدة (وهي تلك التي تنطلق من الواقع الملموس لتصل إلى مفهوم الخير). وقد حد الجدل بأنه المنهج الذي به يرتفع العقل من المحسوس إلى المعقول، دون أن يستخدم شيئا حسيا، وإنما بالانتقال من معان إلى معان بواسطة معان، وبأنه العلم الكلي بالمبادئ الأولى والأمور الدائمة، يصل إليه العقل بعد العلوم الجزئية ثم ينزل منه إلى هذه العلوم يربطا بمبادئها، وإلى المحسوسات يفسرها. فالجدل إذن: منهج وعلم، يجتاز جميع مراتب الوجود من أسفل إلى أعلى وبالعكس، ومن حيث هو علم، فهو مقابل ما نسميه الآن نظرية المعرفة بمعنى أوسع يشمل المنطق والميتافبزيقا جميعا.
- الجدلية الثانية هابطة (بمعنى أنها تنطلق من مفهوم الخير المجرَّد لتعود إلى الملموس أو اليومي).

وقد شُرِحَتْ هاتان الجدليتان، المتكاملتان في حركتهما، اللتان تشغلان كامل حياة الفيلسوف الحق، في الجمهورية، وخاصةً في استعارة الكهف.
عند أرسطو الذي كان يعارض أفلاطون حول هذه النقطة وحول غيرها – فإننا نلاحظ اختزالاً في معنى العبارة: حيث تصبح الجدلية التحليلية، التي تسعى للتوصل إلى البرهان الحقيقي (عند أفلاطون)، مجرَّد استدلالات مبنية على وجهات نظر محتملة (عند أرسطو). من هذا المنظور الأرسطي، تحدث إ.كانط في كتابه نقد العقل الخالص عن مفهوم «الجدلية الصورية»؛ وكان يعني بها دراسة التوهم الذي تعتقد النفس البشرية من خلاله تجاوز حدود التجربة من أجل التوصل إلى تحديد مسبق مفترض لمفاهيم ذات علاقة بالروح والعالم والإله.

## خلال العصر الوسيط
طور المؤرخ المسلم ومؤسس علم الاجتماع عبد الرحمن بن خلدون المنهج الجدلي في التعامل مع النصوص التاريخية لتمحيصها وتجريدها من الأساطير والخرافات بإعمال العقل والمنطق ومقارعة الرواية وبالرواية والحجة. واستمر هذا الفهم سائدًا بشكل عام في العصر الوسيط، حيث كانت الجدلية أو «الديالكتيكا» تعني المنطق الشكلي (أي ذلك المستوحى من تحليلات أرسطو)؛ وقد كانت مسجلة ضمن الـtrivium الجامعي، أي خارج ما كان يُصطلَح على تسميته بالفلسفة، مرافقةً للنحو والصرف وعلم البلاغة. لا بل إن بعضهم (كالقديس توما الإكويني ودونس سكوتس) كان يربطها حتى بأصداء سلبية، مازلنا نجد انعكاساتها إلى الآن، حيث ما زالت الكلمة تستعمل لوصف التحليل أو الخطاب المعقد وغير المجدي.

## خلال القرن التاسع عشر
عادت الجدلية على يد هيغل لتكتسب معنى فلسفيًّا جديدًا وعميقًا، ما زال سائدًا حتى هذه الساعة: لأن مؤسِّس المثالية المطلقة جعل منها قانونًا يحدِّد مسيرة الفكر والواقع عبر تفاعلات النفي المتتالي للطريحة thèse والنقيضة antithèse، وحلِّ إشكاليات المتناقضات القائمة من خلال الارتقاء إلى الشميلة synthèse – تلك التي سرعان ما يجري تجاوزُها هي الأخرى، ومن نفس المنطلق. وهكذا، يتحول «الفعل السلبي» ليصبح جزءًا من الصيرورة، الأمر الذي يجعله، وفق هيغل، محركًا للتاريخ وللطبيعة وللفلسفة.
ويقبل ماركس وإنجلز جدلية هيغل كطريقة، لكن (على حدِّ قولهما) «بعد إنزالها من السماء إلى الأرض»؛ فيطبِّقانها على دراسة الظواهر التاريخية والاجتماعية، وبشكل خاص على دراسة الظواهر الاقتصادية: لأن الروح أو الفكرة (من منظورهما) ليست هي التي تحدِّد الواقع، إنما العكس. وكان هذا هو المفهوم الذي طوَّره فيما بعد الماركسيون اللاحقون (كلينين وماو تسي دونغ)، الذين جعلوا من تلك «المادية الجدلية» منظومة فكرية شبه متكاملة.

## خلال القرن العشرين
أصبحت الجدلية تعني كلَّ فكر يأخذ بعين الاعتبار، بشكل جذري، ديناميَّة الظاهرات التاريخية وتناقضاتها. من هذا المنطلق، كان مفهوم باشلار عن «فلسفة اللا» محاولةً عقلانيةً لتطوير المفاهيم العلمية، التي وصفها أيضًا بـ«الجدلية»، كي يبيِّن، في العلوم، الحركة التدرجية لنظريات سبق أن كانت مقبولة عالميًّا، ثم تمَّ تجاوزها، وذلك من خلال شَمْلها ضمن مفاهيم أوسع وأكثر انفتاحًا (كميكانيكا نيوتن وهندسة إقليدس، مثلاً، في علاقتها بنسبية أينشتاين والهندسات اللاإقليدية، ليس حصرًا).